# Gabriel Garko
Gabriel Garko, pseudonimo di Dario Oliviero (Torino, 12 luglio 1972) è un attore e modello italiano.

## Biografia
Dario Oliviero è nato il 12 luglio 1972 a Torino, terzogenito di Claudio Oliviero, pasticciere vicentino, e Isabella Colajanni, di origine catanese; è cresciuto a Settimo Torinese. Ha due sorelle maggiori, Nadia e Sonia, e una minore, Laura.
Alto 1,92 m, nel 1990 vince il titolo di Mr. Settimo Torinese, concorso che l'anno successivo lo porterà a vincere il titolo del concorso Il più bello d'Italia. Il concorso era gestito, tra gli altri, da Lele Mora. Nel frattempo svolge il servizio militare presso l'Arma dei Carabinieri.

### Inizi
Dopo aver realizzato alcuni fotoromanzi e aver fatto parte del corpo di ballo della terza edizione di Scherzi a parte nel 1993, nel 1995 esordisce come protagonista, insieme a Francesca Dellera, nel cortometraggio Troppo caldo, presentato al Festival internazionale d'arte cinematografica di Venezia e diretto da Roberto Rocco, che lo dirige anche nelle fiction televisive: Una donna in fuga (1996) e Angelo nero (1998), quest'ultima insieme ad attori come Ben Gazzara, Massimo Ranieri, Giuliana De Sio e Sonia Grey. Nelle sue prime interpretazioni è doppiato da Francesco Prando. In quell'anno esordisce al cinema con il cine-panettone Paparazzi di Neri Parenti, interpretando sé stesso in un cameo.
Il suo esordio televisivo avviene con la miniserie TV La signora della città (1996), diretta da Beppe Cino e in onda su Rete 4. Gira poi da protagonista numerose altre fiction tv, tra cui due del 1999, dirette entrambe da Pier Francesco Pingitore, rispettivamente Tre stelle e Villa Ada, il film Il morso del serpente e la miniserie Occhi verde veleno entrambe diretti da Luigi Parisi, che sarà anche uno dei tre registi a dirigerlo nella serie televisiva di successo Il bello delle donne, in onda dal 2001 al 2003 su Canale 5. Tra il 2001 e il 2002 è al cinema con Le fate ignoranti di Ferzan Özpetek, Callas Forever di Franco Zeffirelli e Senso '45 di Tinto Brass, questi ultimi con scene di nudo integrale.
Nel 2002 fa un calendario di nudo artistico per la rivista Max. Nel 2004 presta la sua voce al principe della versione italiana del videogioco Prince of Persia: Spirito guerriero. Il 19 dicembre 2005 è tedoforo olimpico per rappresentare il cinema e la televisione italiana in occasione dei XX Giochi olimpici invernali di Torino, portando la fiaccola olimpica per circa un chilometro all'interno degli studi di Cinecittà. Nel 2005 affianca Nancy Brilli nella miniserie I colori della vita.

### Il successo

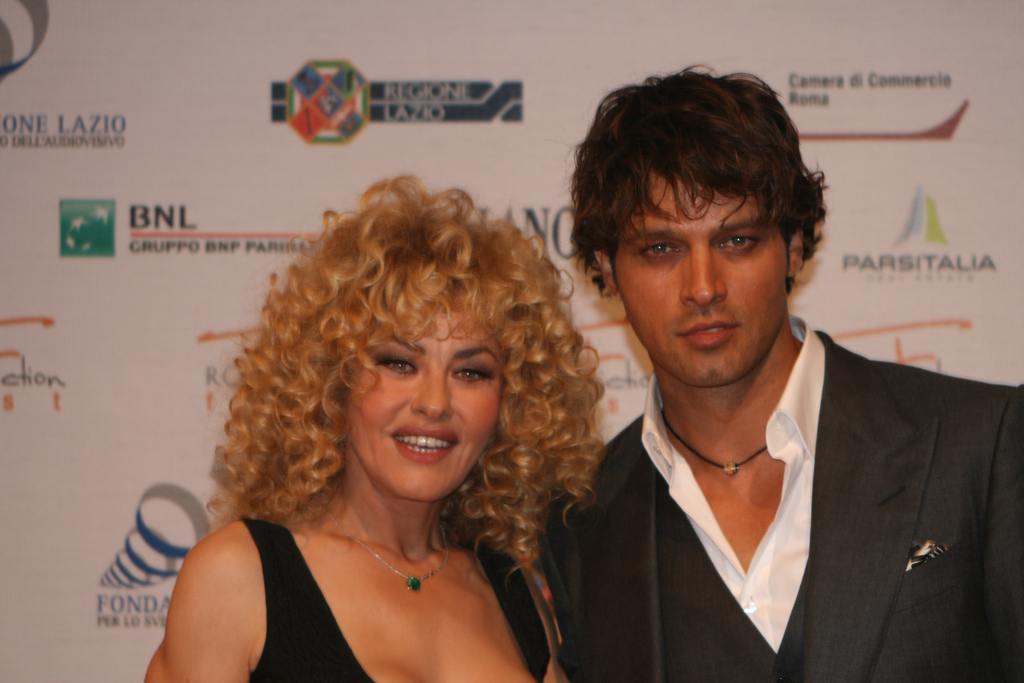
Gabriel Garko con Eva Grimaldi al Roma Fiction Fest 2009

Nel 2006 è protagonista della miniserie TV in onda su Canale 5 e campione di ascolti L'onore e il rispetto per la regia di Salvatore Samperi, dove interpreta il ruolo del mafioso Tonio Fortebracci insieme, tra gli altri, a Serena Autieri, Manuela Arcuri, Giancarlo Giannini e Virna Lisi. La sua interpretazione gli vale un enorme successo di pubblico. Nel 2007, dopo cinque anni di assenza, torna nelle sale con il film di Leonardo Pieraccioni Una moglie bellissima, a cui fa seguito nel 2008 Aspettando il sole diretto da Ago Panini. Nel 2008 interpreta per la prima volta in carriera un sacerdote nel film tv Io ti assolvo, diretto da Monica Vullo e in onda sempre su Canale 5. Nello stesso anno è protagonista della miniserie Il sangue e la rosa, diretta ancora da Salvatore Samperi insieme a Luigi Parisi e Luciano Odorisio; con lui, un cast d'eccezione, formato tra gli altri da Virna Lisi, Giancarlo Giannini, Ornella Muti, Isabella Orsini e Alessandra Martines e in onda sempre sulla rete ammiraglia Mediaset. Nell'autunno del 2009 è protagonista del sequel L'onore e il rispetto - Parte seconda, diretto ancora da Salvatore Samperi, morto però poco prima della messa in onda, e Luigi Parisi. Tra le principali new entry del cast, vi sono: Laura Torrisi, Vincent Spano (suo principale antagonista), Ben Gazzara, Ángela Molina e Alessandra Martines.

### Dal 2010 al 2014

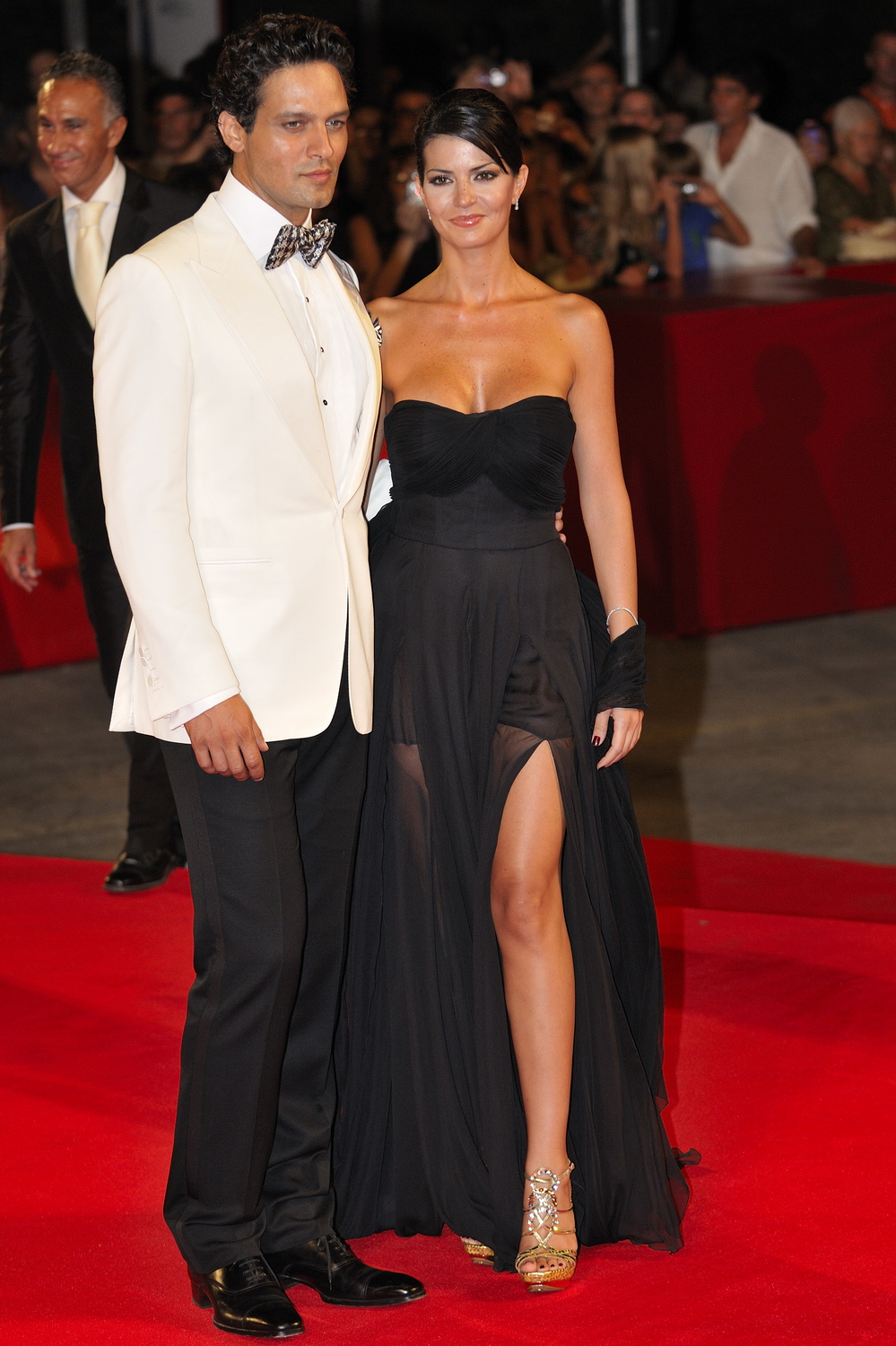
Gabriel Garko con Laura Torrisi alla 66ª Mostra internazionale d'arte cinematografica di Venezia (2009)

Nell'autunno 2010 è protagonista, insieme a Sabrina Ferilli, del film TV Caldo criminale, diretto da Eros Puglielli, andato in onda il 29 settembre su Canale 5. Nello stesso anno è ancora protagonista con la serie TV Il peccato e la vergogna nei panni di Nito Valdi, un terribile poliziotto fascista che perseguita la dolce Carmen Tabacchi durante la seconda guerra mondiale; al suo fianco recita di nuovo Manuela Arcuri. Grazie all'interpretazione di Garko, Nito Valdi è stato definito il personaggio più cattivo della TV italiana. Lo stesso Garko ha dichiarato in un'intervista pubblicata da Il Giornale che alcune persone lo avrebbero identificato talmente tanto con il personaggio da lui interpretato, da rivolgergli delle minacce di morte e una tentata aggressione.
Nell'autunno 2011 appare, come guest star nella prima puntata, della serie TV Sangue caldo, con protagonisti Asia Argento, Manuela Arcuri, Francesco Testi e Bruno Eyron. Nello stesso anno è protagonista della miniserie di genere thriller Viso d'angelo, insieme a Cosima Coppola, attrice con la quale aveva già avuto modo di lavorare ne L'onore e il rispetto e che aveva condiviso con lui il ruolo di protagonista.
Nel 2012 è la volta del sequel L'onore e il rispetto - Parte terza, che si arricchisce di attori ancora più prestigiosi, quali Eric Roberts, Toni Bertorelli e Giuliana De Sio. La serie è andata in onda dall'11 settembre su Canale 5, e grazie a questa interpretazione, nell'ottobre 2013, ha vinto il premio del pubblico, assegnato dalla giuria di Sorrisi e Canzoni TV, come miglior attore, durante il Roma fiction fest 2013, premio tra l'altro già vinto nel 2009 per la miniserie TV Il sangue e la rosa e l'anno successivo per L'onore e il rispetto - Parte seconda.
Avrebbe dovuto partecipare alla fiction Baciamo le mani - Palermo New York 1958, in onda nell'autunno 2013, ma i troppi impegni lavorativi già presi con altre fiction lo hanno costretto ad abbandonare il progetto.
Nel frattempo per due volte è ospite a C'è posta per te (8 settembre 2012 e 11 gennaio 2014) e ad Amici (27 aprile 2013 come ospite, 12 aprile 2014 come giudice) di Maria De Filippi.
Nel 2014 torna a recitare per il grande schermo nel film di Asia Argento Incompresa, in cui affianca Charlotte Gainsbourg; la pellicola si rivela però un fiasco commerciale.
Nel gennaio del 2014 va in onda su Canale 5 la fiction Il peccato e la vergogna 2 dove l'attore torna a interpretare il ruolo di Nito Valdi e successivamente la miniserie in due puntate di Rodolfo Valentino - La leggenda andata in onda il 17 e 22 aprile, dove ha impersonato l'attore e ballerino, latin lover degli inizi del '900 Rodolfo Valentino.

### Attività recenti
Nella stagione 2015-2016 è protagonista della quarta stagione de L'onore e il rispetto, e in seguito della nuova fiction Non è stato mio figlio con Stefania Sandrelli (che ha sostituito Virna Lisi morta prima dell'inizio delle riprese), Alessandra Barzaghi, Massimiliano Morra, Adua Del Vesco e Roberta Giarrusso. Il 20 luglio 2015 incomincia a lavorare alle riprese della quinta e ultima stagione de L'onore e il rispetto, che terminano nel dicembre dello stesso anno. Tale quinta stagione viene poi trasmessa su Canale 5 nella primavera 2017.
Nel febbraio 2016 affianca Carlo Conti, Virginia Raffaele e Madalina Ghenea alla conduzione del Festival di Sanremo 2016. Nel 2016 e 2017 compare in un cameo (nel ruolo di sé stesso) nel cinepanettone di Fausto Brizzi, Poveri ma ricchi, e ne Il bello delle donne ... alcuni anni dopo. Decide poi di ritirarsi temporaneamente dalle scene per questioni personali. Ad ottobre 2022 torna in televisione, nel cast della diciassettesima edizione del talent-show Ballando con le stelle, condotto da Milly Carlucci su Rai 1, in coppia con la ballerina Giada Lini, arrivando fino alla finale nel corso della quale ha dovuto ritirarsi per infortunio.
Nella primavera 2024 torna a recitare come protagonista nella fiction Se potessi dirti addio, trasmessa su Canale 5 ed interpretata in coppia con Anna Safroncik e diretta da Simona Izzo e Ricky Tognazzi.

## Vita privata
Dopo aver avuto una breve storia con la collega Manuela Arcuri ai tempi de Il peccato e la vergogna, un presunto flirt con Serena Autieri nel periodo de L'onore e il rispetto, due relazioni con la collega Eva Grimaldi, con la quale ha convissuto per otto anni tra la fine degli anni '90 e i primi del 2000, ed una relazione con la collega Rosalinda Cannavò negli anni in cui hanno lavorato insieme, il 25 settembre 2020, durante il Grande Fratello VIP, Garko ha rivelato di essere omosessuale, confermando in seguito di aver avuto una relazione durata 11 anni con un uomo di nome Riccardo ed un'altra, più di recente, con il collega Gabriele Rossi, relazione che stando alle dichiarazioni sarebbe stata divisa in due fasi, mentre al momento sarebbe un'amicizia importante.
Nel settembre 2010 è stato minacciato e aggredito da un malvivente a volto coperto nel giardino della sua villa di Zagarolo; dopo quell'episodio ha dichiarato di vivere armato per legittima difesa.

## Filmografia

### Cinema
- Mashamal - Ritorno al deserto, regia di Paolo Fondato (1998)
- Paparazzi, regia di Neri Parenti (1998) - cameo nel ruolo di se stesso
- Le fate ignoranti, regia di Ferzan Özpetek (2001)
- Callas Forever, regia di Franco Zeffirelli (2002)
- Senso '45, regia di Tinto Brass (2002)
- Una moglie bellissima, regia di Leonardo Pieraccioni (2007)
- Aspettando il sole, regia di Ago Panini (2008)
- Incompresa, regia di Asia Argento (2014)
- Poveri ma ricchi, regia di Fausto Brizzi (2016) - cameo nel ruolo di se stesso
- Lazarat Burning, regia di William Kaufman (2017)

### Televisione
- Vita coi figli, regia di Dino Risi (1991)
- Troppo caldo, regia di Roberto Rocco (1995)
- La signora della città, regia di Beppe Cino (1996)
- Una donna in fuga, regia di Roberto Rocco (1996)
- La villa dei misteri, regia di Beppe Cino (1997)
- Angelo nero, regia di Roberto Rocco (1998)
- Villa Ada, regia di Pier Francesco Pingitore (1999)
- Tre stelle, regia di Pier Francesco Pingitore (1999)
- Il bello delle donne, regia di Lidia Montanari, Luigi Parisi, Maurizio Ponzi e Giovanni Soldati (2001-2003)
- Il morso del serpente, regia di Luigi Parisi (2001)
- Occhi verde veleno, regia di Luigi Parisi (2001)
- I colori della vita, regia di Stefano Reali (2005)
- L'onore e il rispetto, regia di Salvatore Samperi, Luigi Parisi, Alessio Inturri (2006-2017)
- Io ti assolvo, regia di Monica Vullo (2008)
- Il sangue e la rosa, regia di Salvatore Samperi, Luigi Parisi e Luciano Odorisio (2008)
- Caldo criminale, regia di Eros Puglielli (2010)
- Il peccato e la vergogna, regia di Alessio Inturri e Luigi Parisi (2010-2014)
- Sangue caldo, regia di Luigi Parisi e Alessio Inturri (2011)
- Viso d'angelo, regia di Eros Puglielli (2011)
- Rodolfo Valentino - La leggenda, regia di Alessio Inturri (2014)
- Non è stato mio figlio, regia di Alessio Inturri e Luigi Parisi (2016)
- Il bello delle donne... alcuni anni dopo, regia di Eros Puglielli (2017) - cameo
- Se potessi dirti addio, regia di Simona Izzo e Ricky Tognazzi (2024)

## Teatro
- Quel che sapeva Maisie, regia di Luca Ronconi (2002)
- Odio Amleto, regia di Alessandro Benvenuti (2016)

## Programmi televisivi
- Scherzi a parte (Canale 5, 1993) Ballerino
- 66º Festival della Canzone Italiana di Sanremo (Rai 1, 2016) Co-conduttore
- Miss Italia (LA7, 2017) Giurato
- Ballando con le stelle (Rai 1, 2022) Concorrente
- Sognando... Ballando con le stelle (Rai 1, 2025) Concorrente

## Spot pubblicitari
- Omnitel (1997)
- Poste Italiane (2010)

## Doppiatori
In alcune occasioni, nei primi anni di carriera, Gabriel Garko è stato doppiato. Gli attori che gli hanno prestato la voce sono:
- Francesco Prando in La villa dei misteri, Angelo nero, Villa Ada, Tre stelle, Il bello delle donne (solo 1ª stagione), Occhi verde veleno
- Francesco Bulckaen in Senso '45.

## Riconoscimenti
- Roma Fiction Fest
  - 2009 – Premio del pubblico al migliore attore, assegnato dalla Giuria Sorrisi e Canzoni TV, per Il sangue e la rosa
  - 2010 – Premio del pubblico al migliore attore, assegnato dalla Giuria Sorrisi e Canzoni TV, per la categoria Lunga serie, per L'onore e il rispetto 2
  - 2013 – Premio del pubblico al migliore attore, assegnato dalla Giuria Sorrisi e Canzoni TV, per L'onore e il rispetto 3
- Premio Anna Magnani
  - 2024 – Premio Speciale[30]

## Opere
- Gabriel Garko, Andata e ritorno, Milano, La nave di Teseo/Baldini e Castoldi, 2019, ISBN 978-88-9395-048-0.
- Gabriel Garko e Gino Saladini, Il giardino del tiglio, Milano, Baldini+Castoldi, 2023, ISBN 979-12-54945-74-2.